# Dietrich Hollinderbäumer
Dietrich Hollinderbäumer (Essen, 16 agosto 1942) è un attore tedesco.

## Biografia
Pur essendo tedesco, da bambino Dietrich Hollinderbäumer ha vissuto qualche tempo in Svezia. Pertanto, parla sia il tedesco sia svedese.
Come attore, ha ricevuto il Royal Dramatic Theatre di Stoccolma, sotto la direzione di Stig Torslow e Ingmar Bergman.
Nel 1998 ha lavorato per la realizzazione del film HeliCops.
Nel 2004 ha preso parte alla miniserie televisiva Rita da Cascia, nel ruolo di Ferdinando Mancini.
Nel 2006 ha preso parte alla serie televisiva Capri, nel ruolo del Prof. Helmut.
Nel 2008 ha preso parte al film "The Swimsuit Issue di Mans Herngren", dove ha interpretato la parte di Volker.
Nel 2018 ha preso parte alla serie televisiva Dark, nel ruolo di Adam.

## Filmografia parziale

### Cinema
- La caduta - Gli ultimi giorni di Hitler (Der Untergang), regia di Oliver Hirschbiegel (2004)

### Televisione
- Rita da Cascia - serie TV, Canale 5 (2004)
- Capri - serie TV, Rai 1 (2006)
- Dark - serie TV, Netflix (2017-2020)

## Doppiatori italiani
- Stefano De Sando in Rita da Cascia, Capri
- Dante Biagioni in La caduta - Gli ultimi giorni di Hitler
- Christian Iansante in Dark